# Дибич (село в Болгарии)
Дибич (болг. Дибич) — село в Болгарии. Находится в Шуменской области, входит в общину Шумен. Население составляет 1153 человека.

## История
В османский период село называлось Касаплар. В 1897 г. в Касапларе открыта общественная библиотека (на снимке), в 1931 г. — прогимназия.
В 1934 г. село Касаплар переименовано в честь русского полководца Ивана Ивановича Дибича-Забалканского.

## Политическая ситуация
В местном кметстве Дибич, в состав которого входит Дибич, должность кмета (старосты) исполняет Дария Ганчева Георгиева (Граждане за европейское развитие Болгарии (ГЕРБ)) по результатам выборов.
Кмет (мэр) общины Шумен — Красимир Благоев Костов (Болгарская социалистическая партия (БСП)) по результатам выборов.